# Soro (woreda)
Pour les articles homonymes, voir Soro.
Soro est un woreda du centre-sud de l'Éthiopie situé dans la zone Hadiya. Ce district a 188 858 habitants en 2007. Son chef-lieu Gimbichu, la ville de Jajura et Mirab Soro s'en détachent récemment pour former trois nouveaux woredas.

## Origine et évolution
Comme toute la zone zone Hadiya, Soro fait partie au XXe siècle de l'awraja Kembata et Hadiya de la province du Choa et se rattache à la région des nations, nationalités et peuples du Sud en 1995 lors de la réorganisation du pays en régions.
Autrefois plus étendu, le territoire du district se réduit avant 2007 du fait du détachement de Gomibora et Duna, puis reste stable jusqu'à la fin des années 2010.
Trois nouveaux districts se détachent de Soro au début des années 2020 sous les noms de Gimbichu town, Jajura town et Mirab Soro,.
Tous ces districts font partie de la région des nations, nationalités et peuples du Sud jusqu'au transfert de la zone Hadiya dans la région Éthiopie du Centre en 2023.

## Situation
Soro, et récemment Mirab Soro, occupent le coin sud-ouest de la zone Hadiya.
Ils sont limitrophes du woreda spécial Tembaro de la région Éthiopie du Centre, de la zone Dawro de la région Éthiopie du Sud-Ouest et de la zone Jimma de la région Oromia.
La ville de Jajura se trouve une vingtaine de kilomètres au sud-ouest d'Hosaena.
Gimbichu n'est qu'une dizaine de kilomètres plus loin dans la même direction tandis que Jacho  est à une cinquantaine de kilomètres d'Hosanea.
Ces mêmes villes peuvent par ailleurs s'appeler Dajura, Gimbicho et Jecho.
|          | Gomibora | Limu     |
| Omo Nada | Soro     | Doyogena |
| Genabosa | Tembaro  | Duna     |

## Population
Soro est recensé en 2007 dans son périmètre de l'époque comprenant les villes de Gimbichu et Jajura ainsi que le futur Mirab Soro.
Sa population atteint alors 188 858 habitants dont 9 % de citadins qui sont les 8 556 habitants de Gimbichu, les 6 351 habitants de Jajura et 1 978 habitants à Jacho.
La majorité des habitants (88 %) sont protestants, 5 % sont orthodoxes et 5 % sont catholiques.
En 2022, la population est estimée sur le même périmètre à 269 031 personnes avec une densité de population de 381 personnes par km2 et 706 km2 de superficie,.
Les superficies connues au début des années 2020 pour Gimbichu et Jajura (très peuplés mais peu étendus) et surtout pour Mirab Soro (226 km2) et Soro (499 km2) supposent un agrandissement d'une vingtaine de kilomètres carrés au-delà du périmètre 2007[à vérifier].